# 明化縣
明化縣（越南语：／）是越南广平省下辖的一个县。面积1394平方千米，2017年总人口50708人。

## 地理
明化县北和东北接宣化县，西南接老挝，东南接布泽县。

## 历史
2020年1月10日，归化社并入归达市镇。
2024年10月24日，越南国会常务委员会通过决议，自2024年12月1日起，化福社、化进社和化清社合并为新城社。

## 行政区划
明化县下辖1市镇12社，县莅归达市镇。
- 归达市镇（Thị trấn Quy Đạt）
- 民化社（Xã Dân Hóa）
- 化合社（Xã Hóa Hợp）
- 化山社（Xã Hóa Sơn）
- 鸿化社（Xã Hồng Hóa）
- 明化社（Xã Minh Hóa）
- 新化社（Xã Tân Hóa）
- 新城社（Xã Tân Thành）
- 上化社（Xã Thượng Hóa）
- 仲化社（Xã Trọng Hóa）
- 中化社（Xã Trung Hóa）
- 春化社（Xã Xuân Hóa）
- 安化社（Xã Yên Hóa）